# Xã Uniontown, Quận Crawford, Arkansas
Xã Uniontown (tiếng Anh: Uniontown Township) là một xã thuộc quận Crawford, tiểu bang Arkansas, Hoa Kỳ. Năm 2010, dân số của xã này là 1.029 người.